# Gonten

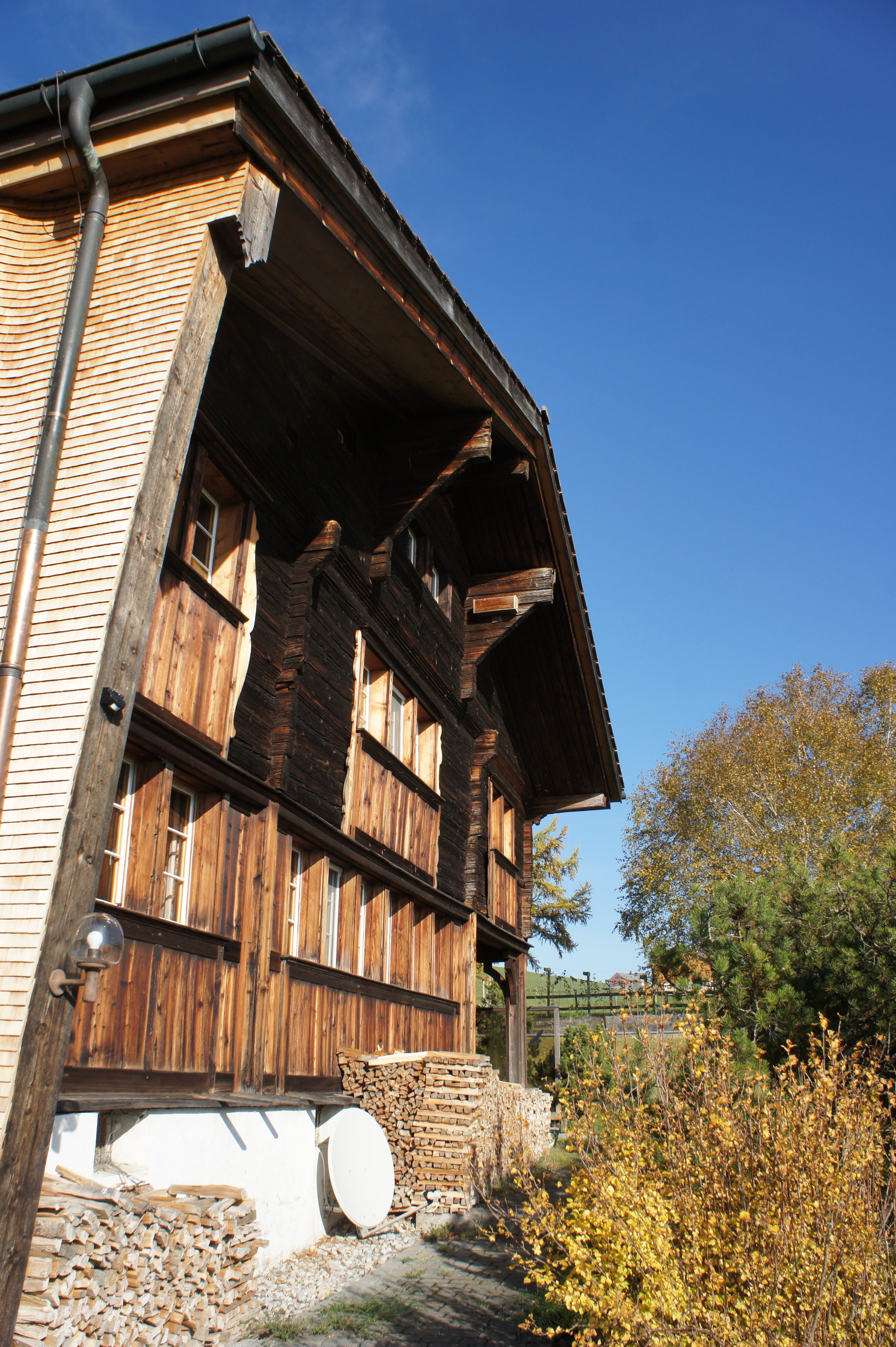
Typische Appenzeller boerenwoning

Gonten is een gemeente en plaats in het Zwitserse kanton Appenzell Innerrhoden. Gonten telt 1.445 inwoners.

## Overleden
- Rosa Bättig (1825-1855), moeder-overste

- Gemeinsame Normdatei: 4523224-6
- Historisch woordenboek van Zwitserland: 001314
- Virtual International Authority File: 180515053

Appenzell · Gonten · Oberegg · Schlatt-Haslen · Schwende-Rüte